# 6918 Manaslu
6918 Manaslu eller 1993 FV3 är en asteroid i huvudbältet som upptäcktes den 20 mars 1993 av de båda japanska astronomerna Masanori Hirasawa och Shohei Suzuki vid Nyukasa-observatoriet. Den är uppkallad efter berget Manaslu.
Asteroiden har en diameter på ungefär 5 kilometer och den tillhör asteroidgruppen Nysa.